# Бунар (Јагодина)
Бунар је насељено место града Јагодине у Поморавском округу. Према попису из 2022. има 343 становника (према попису из 2011. било је 461 становник). До 1965. ово насеље је било седиште Општине Бунар коју су чинила насељена места: Белица, Бунар, Драгоцвет, Драгошевац, Ивковачки Прњавор, Јошанички Прњавор, Ковачевац, Лозовик, Лукар, Медојевац, Међуреч, Мишевић, Слатина, Старо Село, Шантаровац, Шуљковац, Топола и Врба. После укидања општине подручје бивше општине је у целини ушло у састав Општине Јагодина.

## Историја
До Другог српског устанка Бунар (тада Бунари) се налазио у саставу Османског царства. Након Другог српског устанка Бунар улази у састав Кнежевине Србије и административно је припадао Јагодинској нахији и Левачкој кнежини све до 1834. године када је Србија подељена на сердарства.
Овде се налази ОШ „Бранко Радичевић” Бунар.

## Демографија
У насељу Бунар живи 428 пунолетних становника, а просечна старост становништва износи 49,6 година (47,9 код мушкараца и 51,3 код жена). У насељу има 175 домаћинстава, а просечан број чланова по домаћинству је 2,83.
Ово насеље је великим делом насељено Србима (према попису из 2002. године), а у последња три пописа, примећен је пад у броју становника.
|  |

| Демографија | Демографија | Демографија |
| Година      | Становника  | Становника  |
| ----------- | ----------- | ----------- |
| 1948.       | 821         |             |
| 1953.       | 813         |             |
| 1961.       | 867         |             |
| 1971.       | 760         |             |
| 1981.       | 656         |             |
| 1991.       | 575         | 565         |
| 2002.       | 495         | 520         |
| 2011.       | 461         |             |
| 2022.       | 343         |             |

| Етнички састав према попису из 2002.‍ | Етнички састав према попису из 2002.‍ | Етнички састав према попису из 2002.‍ | Етнички састав према попису из 2002.‍ | Етнички састав према попису из 2002.‍ |
| ------------------------------------ | ------------------------------------ | ------------------------------------ | ------------------------------------ | ------------------------------------ |
|                                      |                                      |                                      |                                      |                                      |
| Срби                                 | Срби                                 |                                      | 466                                  | 94,14%                               |
| Црногорци                            | Црногорци                            |                                      | 22                                   | 4,44%                                |
| Хрвати                               | Хрвати                               |                                      | 2                                    | 0,40%                                |
| Македонци                            | Македонци                            |                                      | 1                                    | 0,20%                                |
| непознато                            | непознато                            |                                      | 3                                    | 0,60%                                |

| Бунар у пописима Јагодинске нахије — од 1818. до 1829.                            |       |       |       |       |       |       |          |       |       |       |       |       |
| Година пописа                                                                     | 1818. | 1819. | 1820. | 1821. | 1822. | 1823. | 1824/25. | 1825. | 1826. | 1827. | 1828. | 1829. |
| Куће                                                                              | 16    | 16    | 16    | 18    | 18    | 18    | 21       | 21    | 23    | 24    | 24    | 25    |
| Пореске главе*                                                                    | -     | 28    | 23    | 23    | 25    | 27    | 27       | 25    | 26    | 28    | 28    | 26    |
| Арачке главе**                                                                    | 47    | 49    | 50    | 49    | 48    | 52    | 60       | 63    | 70    | 70    | 73    | 72    |
| *Пореске главе = Ожењени мушкарци \| ** Арачке главе = Мушкарци од 7 до 70 година |       |       |       |       |       |       |          |       |       |       |       |       |

| Година пописа     | 1948. | 1953. | 1961. | 1971. | 1981. | 1991. | 2002. |
| ----------------- | ----- | ----- | ----- | ----- | ----- | ----- | ----- |
| Број домаћинстава | 167   | 180   | 215   | 201   | 193   | 185   | 175   |

| Број чланова      | 1  | 2  | 3  | 4  | 5  | 6  | 7 | 8 | 9 | 10 и више | Просек |
| ----------------- | -- | -- | -- | -- | -- | -- | - | - | - | --------- | ------ |
| Број домаћинстава | 38 | 67 | 18 | 17 | 17 | 14 | 1 | 2 | 1 | 0         | 2,83   |

| Пол    | Укупно | Неожењен/Неудата | Ожењен/Удата | Удовац/Удовица | Разведен/Разведена | Непознато |
| ------ | ------ | ---------------- | ------------ | -------------- | ------------------ | --------- |
| Мушки  | 223    | 58               | 142          | 16             | 6                  | 1         |
| Женски | 220    | 30               | 136          | 49             | 3                  | 2         |
| УКУПНО | 443    | 88               | 278          | 65             | 9                  | 3         |

| Пол    | Укупно                    | Пољопривреда, лов и шумарство | Рибарство                            | Вађење руде и камена | Прерађивачка индустрија       |
| ------ | ------------------------- | ----------------------------- | ------------------------------------ | -------------------- | ----------------------------- |
| Мушки  | 101                       | 56                            | 0                                    | 0                    | 21                            |
| Женски | 60                        | 39                            | 0                                    | 0                    | 5                             |
| УКУПНО | 161                       | 95                            | 0                                    | 0                    | 26                            |
| Пол    | Производња и снабдевање   | Грађевинарство                | Трговина                             | Хотели и ресторани   | Саобраћај, складиштење и везе |
| Мушки  | 0                         | 6                             | 8                                    | 1                    | 0                             |
| Женски | 0                         | 0                             | 5                                    | 0                    | 1                             |
| УКУПНО | 0                         | 6                             | 13                                   | 1                    | 1                             |
| Пол    | Финансијско посредовање   | Некретнине                    | Државна управа и одбрана             | Образовање           | Здравствени и социјални рад   |
| Мушки  | 0                         | 0                             | 2                                    | 0                    | 3                             |
| Женски | 0                         | 0                             | 1                                    | 4                    | 4                             |
| УКУПНО | 0                         | 0                             | 3                                    | 4                    | 7                             |
| Пол    | Остале услужне активности | Приватна домаћинства          | Екстериторијалне организације и тела | Непознато            | Непознато                     |
| Мушки  | 2                         | 0                             | 0                                    | 2                    | 2                             |
| Женски | 1                         | 0                             | 0                                    | 0                    | 0                             |
| УКУПНО | 3                         | 0                             | 0                                    | 2                    | 2                             |